# داني غراينجر
دانيال ليزلي «داني» غرينجر (بالإنجليزية: Danny Grainger)‏ (ولد في 28 تموز / يوليه 1986) هو  لاعب كرة القدم يلعب حاليا ظهير الأيسر مع فريق كارلايل يونايتد في الدوري الإنجليزي الدرجة الثانية.
بدأ مسيرته مع النادي الإسكتلندي غريتنا، وبعد ذلك لعب مع  دندي المتحدة، سانت جونستون وهارت أوف ميدلوثيان في الدوري الاسكتلندي الممتاز. بعد فترات قصيرة مع سانت ميرين ودنفرملاين الرياضية، عاد في عام 2014 إلى إنجلترا للتوقيع مع نادي كارلايل.

## وصلات خارجية
- داني غراينجر على موقع قاعدة بيانات كرة القدم.إي يو (الإنجليزية)
- داني غراينجر على موقع Soccerbase.com (لاعب) (الإنجليزية)
- داني غراينجر على موقع Soccerway.com (الإنجليزية)

1. ↑  "Danny Grainger". 11v11.com. AFS Enterprises. مؤرشف من الأصل في 2018-07-18. اطلع عليه بتاريخ 2018-07-16.